# Međunarodna bejzbolska federacija
Međunarodna bejzbolska federacija (engleski: International Baseball Federation, kratica: IBAF) je svjetsko bejzbolsko tijelo koje upravlja međunarodnim bejzbolom odnosno igrama između reprezentacija, uključujući Svjetske kupove nekada, zatim "World Baseball Classic" (skupa s Major League Baseball) i olimpijskim bejzbolaškim turnirom (skupa s MOK-om). 

## Vanjske poveznice
- Službena stranica